# Franz Alexander von Kleist
Pour les articles homonymes, voir Kleist.
Franz Alexander von Kleist (né le 24 décembre 1769 à Potsdam et mort le 8 août 1797 à Ringenwalde) est un poète prussien de la fin du XVIIIe siècle.

## Origine
Franz Alexander est membre de la famille noble poméranienne von Kleist. Il est le fils du général d'infanterie prussien Franz Kasimir von Kleist (1736-1808) et de son épouse Caroline Luise Eleonore Johanne, née von Kleist (1747-1780) de la famille Zützen. Friedrich Ludwig Heinrich von Kleist est son frère cadet.

## Biographie
En 1784, Kleist rejoint le 19e régiment d'infanterie du duc de Brunswick. Depuis que son régiment est basé à Halberstadt, il y a des contacts étroits avec Johann Wilhelm Ludwig Gleim, qui, en raison de son amitié antérieure avec le "poète du printemps" Ewald Christian von Kleist, décédé en 1759, ressent une sympathie particulière pour Franz Alexander. Kleist est considéré comme appartenant à l'école de poètes d'Halberstadt (de) et plusieurs textes y sont écrits. Même après avoir quitté Halberstadt, Kleist correspond avec Gleim jusqu'à sa mort prématurée. Il participe à la campagne de 1789, puis quitte l'armée et se rend à Berlin. Sous le ministre Ewald Friedrich von Hertzberg, il devient conseiller de légation en 1791, épouse Albertine von Jungk (1774-1855) en janvier 1792 et quitte la fonction publique l'année suivante.
Kleist est membre de la Société littéraire d'Halberstadt (de), qui existe de 1785 à 1810.
Après avoir d'abord acheté puis vendu la succession de son beau-père décédé, Falkenhagen (de) près de Francfort-sur-l'Oder, il s'installe à Ringenwalde près de Neudamm in der Neumark et est décédé, pressentant sa fin prématurée, à l'âge de moins de 28 ans. En 1800, sa veuve épouse le capitaine Ferdinand Heinrich Thomas von Waldow (de) (1765-1830) de Dannenwalde.
Kleist publie beaucoup au cours de sa courte vie. Sa ballade Nicolas der Taucher traite du même motif que la Ballade vom Taucher de Friedrich von Schiller et constitue l'un des modèles de texte de la ballade sicilienne-allemande Legende vom Colapesce (de) du groupe de musique folklorique sicilienne Kàlamos. Il est largement lu de son vivant et immédiatement après sa mort, après quoi il est presque oublié. L'héritage littéraire de Franz Alexander von Kleist est également conservé au Musée Kleist (de) de Francfort-sur-l'Oder. Sa correspondance avec Gleim se trouve à la Maison Gleim (de) à Halberstadt.

## Famille
Il a les enfants suivants avec sa femme Albertine von Jungk (1774-1854) :
- Ferdinand (mort jeune)
- Karl (mort jeune)
- Adélaïde (1794–1854) mariée avec Ludwig von Wurmb (de) (1788–1855), général de division prussien

## Travaux
- Hohe Aussichten der Liebe. Berlin 1789.
- Fantasien auf einer Reise nach Prag. Dresden u. Leipzig 1792. (Neu hrsg. von Anke Tanzer, Heilbronn, 1996)
- Nicolaus der Taucher. in: Deutsche Monatszeitschrift. Berlin, 1792, Band 3 S. 53ff. (Digitalisat)
- Sappho. Ein dramatisches Gedicht. Berlin 1793 (Digitalisat)
- Das Glück der Liebe. Berlin 1793 (Digitalisat)
- Zamori und Midora, oder die Philosophie der Liebe. In zehn Gesängen. Berlin 1793.
- Das Glück der Ehe. Berlin 1796.
- Vermischte Schriften. Berlin 1797 (Digitalisat)
- Liebe und Ehe. In drei Gesängen. Berlin 1799.
- Werke. Hamm 2016. (Digitalisat)